# 4. Kongres Stanów Zjednoczonych
4. Kongres Stanów Zjednoczonych – czwarta kadencja amerykańskiej federalnej władzy ustawodawczej trwająca od 4 marca 1795 roku do 3 marca 1797 roku. W skład Kongresu Stanów Zjednoczonych wchodzą dwie izby: Senat Stanów Zjednoczonych oraz Izba Reprezentantów Stanów Zjednoczonych.
Podczas 4. Kongresu Stanów Zjednoczonych do Unii przyjęto stan Tennessee. Przedstawiciele tego stanu weszli w skład Kongresu Stanów Zjednoczonych w 1796 roku.

## Posiedzenia
Podczas 4. Kongresu Stanów Zjednoczonych poza jedną specjalną sesją trwającą od 8 do 26 czerwca 1795 roku miały miejsce dwa zwykłe posiedzenia. Wszystkie odbyły się w Filadelfii.
- Specjalne posiedzenie miało miejsce od 8 czerwca 1795 roku do 26 czerwca 1795 roku.
- Pierwsze posiedzenie trwało od 7 grudnia 1795 roku do 1 czerwca 1796 roku.
- Drugie posiedzenie trwało od 5 grudnia 1796 roku do 3 marca 1797 roku.

## Senat Stanów Zjednoczonych
Podczas tej kadencji do Senatu wybierano senatorów 3. klasy. Senatorzy 1. klasy byli wybrani wcześniej w wyborach do 2. kadencji Kongresu, zaś senatorzy 2. klasy w wyborach do 3. kadencji Kongresu.
Przewodniczącym pro tempore Senatu został pierwotnie wybrany Henry Tazewell reprezentujący stan Wirginia. Później na tym stanowisku zastąpił go Samuel Livermore reprezentujący stan New Hampshire, a jeszcze później William Bingham reprezentujący stan Pensylwania.

### Skład Senatu
| Stan                | Klasa | Senator                 | Uwagi                                  |
| ------------------- | ----- | ----------------------- | -------------------------------------- |
| Connecticut         | 1     | Oliver Ellsworth        | Zrezygnował 8 marca 1796 roku.         |
| Connecticut         | 1     | James Hillhouse         | Objął urząd 6 grudnia 1796 roku.       |
| Connecticut         | 3     | Jonathan Trumbull       | Zrezygnował 10 czerwca 1796 roku.      |
| Connecticut         | 3     | Uriah Tracy             | Objął urząd 6 grudnia 1796 roku.       |
| Delaware            | 1     | Henry Latimer           |                                        |
| Delaware            | 2     | John Vining             |                                        |
| Georgia             | 2     | James Jackson           | Zrezygnował w 1795 roku.               |
| Georgia             | 2     | George Walton           | Objął urząd 18 grudnia 1795 roku.      |
| Georgia             | 2     | Josiah Tattnall         | Objął urząd 12 kwietnia 1796 roku.     |
| Georgia             | 3     | James Gunn              |                                        |
| Karolina Południowa | 2     | Pierce Butler           | Zrezygnował 25 października 1796 roku. |
| Karolina Południowa | 2     | John Hunter             | Objął urząd 27 stycznia 1797 roku.     |
| Karolina Południowa | 3     | Jacob Read              |                                        |
| Kentucky            | 2     | John Brown              |                                        |
| Kentucky            | 3     | Humphrey Marshall       |                                        |
| Karolina Północna   | 2     | Alexander Martin        |                                        |
| Karolina Północna   | 3     | Timothy Bloodworth      |                                        |
| Maryland            | 1     | Richard Potts           | Zrezygnował 24 października 1796 roku. |
| Maryland            | 1     | John Eager Howard       | Objął urząd 27 grudnia 1796 roku.      |
| Maryland            | 3     | John Henry              |                                        |
| Massachusetts       | 1     | George Cabot            | Zrezygnował 9 czerwca 1796 roku.       |
| Massachusetts       | 1     | Benjamin Goodhue        | Objął urząd 6 grudnia 1796 roku.       |
| Massachusetts       | 2     | Caleb Strong            | Zrezygnował 1 czerwca 1796 roku.       |
| Massachusetts       | 2     | Theodore Sedgwick       | Objął urząd 21 grudnia 1796 roku.      |
| New Hampshire       | 2     | Samuel Livermore        |                                        |
| New Hampshire       | 3     | John Langdon            |                                        |
| New Jersey          | 1     | John Rutherfurd         |                                        |
| New Jersey          | 2     | Frederick Frelinghuysen | Zrezygnował 12 listopada 1796 roku.    |
| New Jersey          | 2     | Richard Stockton        | Objął urząd 6 grudnia 1796 roku.       |
| Nowy Jork           | 1     | Aaron Burr              |                                        |
| Nowy Jork           | 3     | Rufus King              | Zrezygnował 23 maja 1796 roku.         |
| Nowy Jork           | 3     | John Laurance           | Objął urząd 8 grudnia 1796 roku.       |
| Pensylwania         | 1     | James Ross              |                                        |
| Pensylwania         | 3     | William Bingham         |                                        |
| Rhode Island        | 1     | Theodore Foster         |                                        |
| Rhode Island        | 2     | William Bradford        |                                        |
| Tennessee           | 1     | William Cocke           | Objął urząd 5 grudnia 1796 roku.       |
| Tennessee           | 2     | William Blount          | Objął urząd 5 grudnia 1796 roku.       |
| Vermont             | 1     | Moses Robinson          | Zrezygnował 15 października 1796 roku. |
| Vermont             | 1     | Isaac Tichenor          | Objął urząd 6 grudnia 1796 roku.       |
| Vermont             | 3     | Elijah Paine            |                                        |
| Wirginia            | 1     | Stevens Thomson Mason   |                                        |
| Wirginia            | 2     | Henry Tazewell          |                                        |

## Izba Reprezentantów Stanów Zjednoczonych
Spikerem Izby Reprezentantów 7 grudnia 1795 roku został Jonathan Dayton reprezentujący stan New Jersey.